# Stephan Ritz
Stephan Ritz (* 10. Mai 1965) ist ein ehemaliger deutscher Fußballspieler.

## Karriere
Ritz stand beim Bundesligisten Borussia Dortmund unter Vertrag, als er zu einem Kurzeinsatz im deutschen Profifußball kam. In der Saison 1989/90 debütierte er für die letzten vier Spielminuten bei der 1:3-Niederlage gegen den VfB Stuttgart. Es blieb sein einziger Ligaeinsatz für die schwarz-gelbe Borussia. Damit ist er nach Toni Schumacher der Bundesligaspieler des BVB mit der kürzesten Einsatzzeit. Nach der Spielzeit wechselte er zum SC Verl.